# Aeroportul Regional Evansville
Aeroportul Regional Evansville (IATA: EVV, ICAO: KEVV, FAA LID: EVV) este un aeroport din Indiana, Statele Unite ale Americii ce deservește zona Evansville. Aeroportul a fost tranzitat în 2019 de 484.850 de pasageri. A fost numit după zona deservită.
Situat la o altitudine de 129 m, aeroportul dispune de 3 piste.

## Infrastructură

### Piste
Aeroportul dispune de 3 piste: 
- pista 04/22 din asfalt, cu dimensiunile 8.021 picioare × 150 picioare
- pista 09/27 din asfalt, cu dimensiunile 3.497 picioare × 75 picioare
- pista 18/36 din asfalt, cu dimensiunile 6.286 picioare × 150 picioare